# Boagrius pumilus
Espèce
Boagrius pumilus est une espèce d'araignées aranéomorphes de la famille des Palpimanidae.

## Distribution
Cette espèce se rencontre en Malaisie péninsulaire, à Singapour et Indonésie à Sumatra.

## Description
La femelle holotype mesure 3 mm.
Le mâle décrit par Zonstein et Marusik en 2020 mesure 2,36 mm et la femelle 2,65 mm.

## Publication originale
- Simon, 1893 : Études arachnologiques. 25e Mémoire. XL. Descriptions d'espèces et de genres nouveaux de l'ordre des Araneae. Annales de la Société Entomologique de France, vol. 62, p. 299-330 (texte intégral).